# رقص‌های کردی

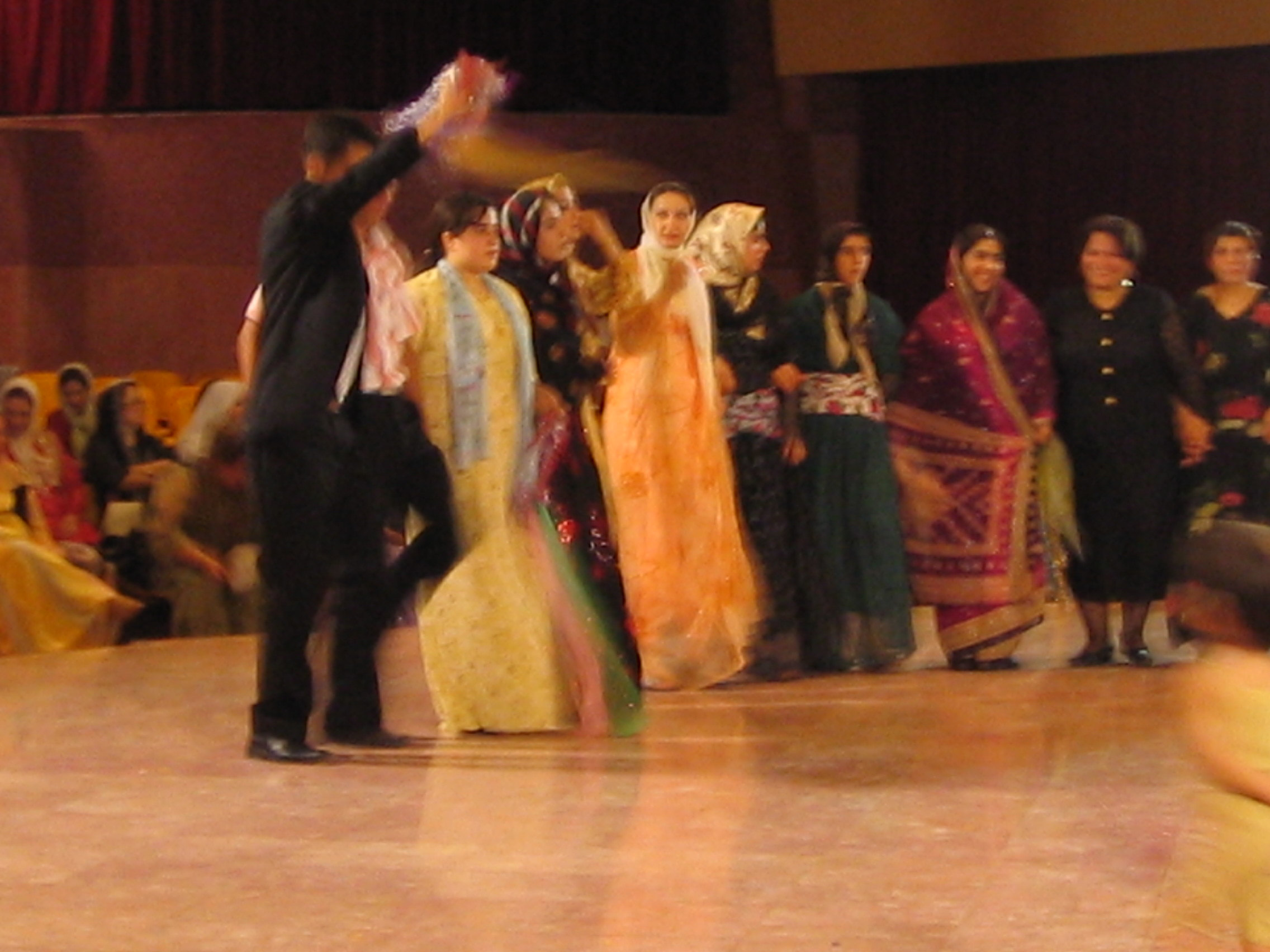

رقص‌های کُردی (به کردی: هه‌لپه‌رکی) به مجموعه‌ای از رقص‌های دایره‌ای گفته می‌شود که بخشی از آیین‌های نمایشی کردها به‌شمار می‌آید.
کردها در چندین مناسبت مانند جشن‌های کردی، مراسم نوروز، ازدواج و مراسم‌های دیگر می‌رقصند تقریباً تمام رقص‌های کردی رقص‌های اجتماعی هستند که اغلب مردان و زنان با هم می‌رقصند. سه نوع الگوی رقص وجود دارد: دایره، نیم دایره و خط مستقیم. به‌طور معمول، رقصنده‌ها با گرفتن دست، با ایستادن شانه به شانه، با در هم تنیدن تما انگشتان یا انگشت کوچک یا با قرار دادن دست‌ها در پشت کمر به هم متصل می‌شوند. اولین نفر سمت راست گروه که با دستمالی در دست وظیفهٔ هدایت و هماهنگ‌کردن حرکت بقیه رقصندگان را به عهده دارد و سرعت و ریتم و شور رقصندگان بستگی به هدایت او دارد را در زبان بومی سَرچُوپی‌کِش (به کردی: سه‌رچۆپی‌کێش) و آخرین نفر گروه را که در منتهی‌الیه سمت چپ حلقه قرار دارد و او نیز مسئولیت مشابهی دارد «بن چوپی» یا «گاوانی» می‌نامند. 

## تاریخچه
رقص هاي كردی یکی از نتهاي ديرينه و يادگارهايی است كه در ميان کردها همچنان محفوظ مانده است و بي گمان تاريخچه اين حركات مربوط به هزاره هاي دوم و سوم قبل از ميلاد مسيح است .كتيبه سنگي در قلعه ((هه پير))وجود دارد كه متعلق به هزاره اول قبل از ميلاد است.  روي اين كتيبه تصويريك سرنا و دهل و تعدادي كه به نظر مي رسد در حا ل اجراي حركات موزون هستند روي سنگ حك شده است اين كتيبه كهن سند مهمي در تاريخي بودن اين حركا ت موزون در كردستان است. حكيم عمر خيام در نوروز نامه خود مينويسد" فريدون كرد "روزي كه ضحاك را اسير كرد و ايران را از شر او نجات داد مردم کرد آن را جشن گرفتند.  و اين مهم دليل ديگري بر يكپارچگي آن مردم و جشن دسته جمعي در ميان آنان مي باشد. 
رقص‌ جنگی‌ از هزاره‌ چهارم‌
ششمین‌ تكه‌ سفال‌ پنج‌ مرد را در حال‌ رقص‌ دسته‌ بند نشان‌ می‌دهد كه‌ همگی‌ روی‌ خود را بسوی‌ چپ‌ گردانیده‌ و بازوانشان‌ را از روی‌ شانه‌های‌ یكدیگر گذرانیده‌ و همدیگر را سخت‌ گرفته‌اند، و نگاره‌ دو تن‌ از آنان‌ تا اندازهایی‌ حركت‌ پاهایشان‌ را نشان‌ می‌دهد.  این‌ مردان‌ نیز مانند رقصندگان‌ (تل‌ جری‌) برهنه‌ هستند.
رقص‌ در هزاره‌ پنجم‌ پیش‌ از میلاد
كهنترین‌ نمونه‌یی‌ كه‌ ما را از چگونگی‌ و رواج‌ رقص کردی‌ در هزاران‌ سال‌ پیش‌ در ایران‌ زمین‌ آگاه‌ می‌سازد، نگاره‌ ساده‌ و سیاه‌ رنگی‌ است‌ بر روی‌ كاسه‌ گل‌ پخته‌ كه‌ از تپه‌ خزینه‌ شوش‌ بدست‌ آمده‌ است‌ در روی‌ این‌ كاسه‌ در یك‌ بخش‌ باز و بی‌زمینه‌، رقص‌ شش‌ تن‌ آدمی‌در دو ردة‌ سه‌ تایی‌ به‌ گونه‌یی‌ بسیار ساده‌ «استیلیزه‌» نشان‌ داده‌ شده‌، و نگارگر از نشان‌ دادن‌ سرو گردن‌ رقصندگان‌ خودداری‌ كرده‌ با نمایش‌ تن‌ آنان‌ بشكل‌ سه‌ گوش‌ كه‌ بازوانشان‌ را در شانه‌های‌ همدیگر نهاده‌اند، و با نگاشتن‌ دو بازو دست‌ كه‌ در دو سوی‌ ردة‌ رقص‌ به‌ بالا خم‌ داده‌ شده‌ است‌.
زمان‌ این‌ كاسه‌ گلین‌، از سوی‌ باستان‌ شناسان‌، از چهار هزار و پانصد تا پنج‌ هزار سال‌ پیش‌ از میلاد (دانسته‌ شد) و رادیو كاربن‌ تاریخ‌ آنرا در میان‌ سالهای‌ 4975 و 5250 تا5515 پیش‌ از میلاد نشان‌ داده‌ است‌ بهرسان‌ بودن‌ آن‌ از هزارة‌ پنجم‌ پیش‌ از میلاد نشان‌ داده‌ است‌ و بدین‌ گونه‌ با شناسایی‌ این‌ نگاره‌ تاریخ‌ رقص‌ در این‌ سرزمین‌ تا هزاره‌ پنجم‌ و ششم‌ پیش‌ از میلاد باز می‌گردد.
در کاوش‌های باستانی کرد که در کردستان انجام شده‌است می‌توان نمونه‌هایی از این رقص را بر روی سفالینه‌های پیش از تاریخ مشاهده کرد.
رقص‌های کردی اشکال متنوعی دارند ولی به‌طورکلی از دو دسته رقص‌های غنایی و رقص‌های رزمی تشکیل شده‌است. گونه‌ای دیگر از رقص‌های عرفانی نیز در برخی مناطق کردستان رایج بوده که اجرای آن به دو صورت فردی (سَما/سه‌ما = سماع) و گروهی همراه با ذِکر انجام می‌شود.

## نحوه رقصیدن
معمولاً بهترین رقصنده (زن یا مرد) نقش رهبری گروه را به عهده می‌گیرد که به او سرچوپی‌کِش (سه‌چۆپی‌کێش) می‌گویند و اولین نفر در حلقه رقصندگان است. او با انجام ماهرانهٔ حرکات نمایشی توسط دستمالی که در دست راست خود دارد و نیز به کمک اصواتی هیجان‌انگیز و گاهی با کلام ضمن افزودن بر هیجان رقصندگان مسئولیت تنظیم سرعت و ریتم حرکت گروه را بر عهده می‌گیرد. قرار گرفتن در این نقش جذابیت فراوانی دارد و رقصنده را در موقعیت بهتری نسبت به مابقی گروه قرار می‌دهد. سرچوپی‌کش گاهی برای ایجاد نشاط بیشتر می‌تواند از حلقهٔ رقص جدا شده و با توجه به تبحر خویش حرکات نمایشی فردی نیز انجام دهد. بقیهٔ گروه در حالی‌که دست‌هایشان رو به زمین و در امتداد دو پهلویشان قرار دارد پنجه در پنجهٔ رقصندگان مجاور ایجاد حلقه‌ای پیوسته می‌کنند.
مطلوب‌ترین حالت قرار گرفتن رقصندگان به صورت (گندم و جو) یا به عبارتی یک زن و یک مرد به صورت یک در میان است. بن چوپی یا گاوانی آخرین رقصندهٔ گروه است که هرچند نقش زیادی در ایجاد ریتم و نشاط رقص دارد اما کمتر کسی راغب به قرار گرفتن در این نقش است.

## رقص دو دستماله
در شکل غنایی رقص و برای افزودن بر شور رقصندگان و ناظران معمولاً رقصنده اول سَرچُوپی با دو دستمال رنگی به انجام حرکات نمایشی فردی می‌پردازد و توانایی و تبحر خود را در رقص به نمایش می‌گذارد. به این نوع رقص «دو دستماله» می‌گویند که بیشتر در مناطق جنوب شرق کردستان همچون کرمانشاه، ایلام سنندج و لرستان رواج دارد.

## انواع رقص کردی (هه‌لپه‌رکی)
رقص‌های کردی از نظر مناسبت به سه دسته تقسیم می‌شوند: ۱- رقص‌های مربوط به شادی و ستایش، ۲- رقص‌های مربوط به سوگواری و ماتم، ۳- رقص‌های مربوط به جنگ و ستیز یا شکار

### رقص‌های شادی
1. *[[گه‌ریان]]

```
رقص گریان و ریتم ۷/۸ در کردستان منطقه اردلان 
```

رقص گریان یکی از عمیق‌ترین و زیباترین اشکال رقص کردی است که در منطقهٔ کردستان اردلان ، به‌ویژه در سنندج، دهگلان، کامیاران و بخش‌هایی از اورامان رواج دارد. این رقص برخلاف دیگر رقص‌های کردی مانند چه‌پی یا سیاه‌چمانه، که اغلب پرانرژی و حماسی‌اند، حالتی تأملی، آرام و درون‌گرایانه دارد و به‌گونه‌ای اجرا می‌شود که گویی رقصنده در حال نجوا یا مکاشفهٔ درونی است.
مهم‌ترین ویژگی موسیقایی رقص گریان، ریتم ترکیبی و نامتقارن ۷/۸ آن است. این ریتم به‌شکل معمول (۲+۲+۳) یا گاه (۳+۲+۲) تقسیم می‌شود که ساختاری غیرهمسان به ضرباهنگ می‌دهد. همین نابرابری ریتم، حرکات رقصنده را از الگوهای یکنواخت دور می‌سازد و به رقص حالتی شناور، رازآلود و نیمه‌سماع‌گونه می‌بخشد.
رقص گریان را اغلب همراه با آوازهای سوزناک، گاه حزن‌آلود و گاه عارفانه اجرا می‌کنند. ترکیب این رقص با ملودی‌هایی در مقام‌های سنتی کردی مانند گریان،  حالتی از سماع زمینی ـ عرفانی پدید می‌آورد که در ناخودآگاه جمعی منطقه ریشه دارد.
```
دف‌نوازی در خانقاه‌های اورامان و ساختار ریتمی مشابه 
```

در مناطق اورامان، به‌ویژه در خانقاه‌های قدیمی اورامان تخت، نودشه و ته‌ته، مراسم خانقاهی و ذکرهای صوفیانه‌ای برگزار می‌شود که در آن‌ها دف با ریتم‌هایی مانند ۷/۸ نقش محوری دارد. این دف‌نوازی‌ها، که همراه با اشعار عرفانی (معمولاً به زبان هورامی یا گورانی) اجرا می‌شوند، فضایی مشابه رقص گریان ایجاد می‌کنند: حرکات کند، نگاه فروتنانه، هم‌نوایی جسم و جان.
برخی از این مقام‌ها و ریتم‌ها، مانند مقام سحری، گریان، و سوار سوار، از لحاظ ساختار ضربی و روحیهٔ موسیقایی، به رقص گریان بسیار نزدیک‌اند. در واقع می‌توان گفت که رقص گریان و دف‌نوازی خانقاهی، دو جلوه از یک سنت کهن عرفانی هستند: یکی تجلّی جسم، و دیگری تجلّی صدا.
 بازتاب لحن اورامن و رقص خسروانی 
نام "اورامن" (صورت کهن‌تر "اورامان") در متون ادبی کلاسیک، نه فقط نام منطقه، بلکه عنوان یک لحن یا سبک موسیقایی ـ گفتاری است. برای نمونه، بندار رازی می‌نویسد:
لحن اورامن و بیت پهلوی / زخمهٔ رود و سماع خسروی
که اشاره دارد به سبکی از خوانندگی با اشعار پهلوی، همراه با ساز (رود) و نوعی رقص سلطنتی آیینی، یعنی سماع خسروانی. برخی پژوهشگران معتقدند که این لحن به موسیقی نواحی اورامان پیوند دارد و آنچه امروزه در ذکرخوانی، دف‌نوازی، و رقص‌های معنوی دیده می‌شود، ادامهٔ همان سنت است.
از این منظر، رقص گریان را می‌توان ادامهٔ رقص خسروانی باستانی دانست، که در آن حرکت‌های ملایم، ریتم‌های نابرابر، و نگاه رو به درون، همگی در خدمت یک تجربهٔ عرفانی و آیینی قرار می‌گیرند.
 پیوند زمان، رقص و موسیقی 
رقص گریان با ریتم ۷/۸ خود، نماینده‌ای منحصربه‌فرد از شور و غم و حماسه گری در موسیقی کردی است.
دف‌نوازی‌های خانقاهی اورامان که بر همین ریتم استوارند، بعدی آیینی و روحانی به این رقص می‌بخشند.
آنچه در متون کلاسیک فارسی به‌عنوان لحن اورامن و سماع خسروانی آمده، در قالب همین سنت‌ها در کردستان امروز تداوم یافته است.
مناطق مهم جهان با کاربرد ریتم ۷/۸ در موسیقی سنتی 
- 🟢 ایران (مناطق کردنشین، به ویژه کردستان سنندج): سنندج، دیواندره، کامیاران، دهگلان و در خانقاه های  اورامان، مریوان، نودشه و پاوه. ریتم ۷/۸ بکار می رود  در رقص‌های مانند گریان و دف‌نوازی خانقاهی به‌ویژه در مراسم ذکر و مولودی رواج دارد.

- 🟡 ترکیه (آناتولی شرقی و مرکزی): ریتم ۷/۸ (yedi sekizlik) در رقص‌هایی مانند هالای (Halay) و زیپک دیده می‌شود. همچنین در موسیقی کلاسیک عثمانی برخی وزن‌ها (Usûl) با ساختار ۷/۸ وجود دارد.

- 🔴 ارمنستان و گرجستان: موسیقی سنتی ارمنی و برخی رقص‌های کوهستانی و روستایی از ریتم‌های ترکیبی ۵/۸ و ۷/۸ بهره می‌برند. گرجستان نیز چرخ‌رقص‌های آیینی با این ریتم دارد.

- 🔵 بالکان (بلغارستان، مقدونیه، صربستان): موسیقی محلی این مناطق به ریتم‌های نامتقارن (Odd Meter) شهرت دارد. ریتم ۷/۸ در رقص‌های بلغاری مانند رادومیرکا و چتوروکا کاربرد دارد. الگوهای رایج شامل ۲+۲+۳ یا ۳+۲+۲ است.

### رقص‌های سوگواری
1. چمری
2. کلاء

### رقص‌های جنگ و شکار
1. سه‌جار
2. دوجار
3. شلایی (شیلان)
4. زه‌نگی
5. مقاومت
6. یاران یاران
7. خه‌رمان
8. قره پیره‌ژن
9. سموری
10. هوشار
11. شیخانی

## جشنواره‌ها
نخستین جشنوارهٔ استانیِ هه‌لپه‌رکی در شهریور ۱۳۹۰ در شهرستان بانه برگزار شد.

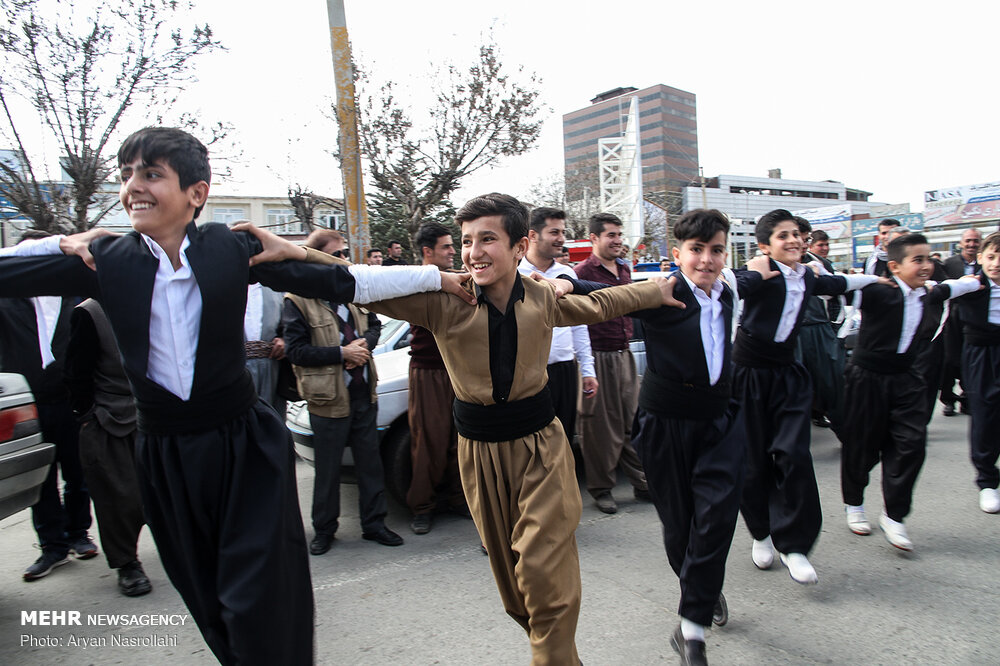
پایین

## پژوهش‌ها
منصوره ثابت‌زاده پژوهشگر موسیقی و رقص، موسیقیِ مجموعه‌ای از رقص‌های کُردی را در قالب آلبومی صوتی گردآوری و ضبط کرده که در سال ۱۳۸۲ از سوی مؤسسه فرهنگی-هنری ماهور منتشر شده‌است. نوازندگی سُرنا و دهل را در این آلبوم به ترتیب محمد بهمنی و عبدالله نبی اللهی بر عهده داشته‌اند و عبدالله قربانی نیز خواننده بوده‌است. ثابت‌زاده همراه با این آلبوم دفترچه‌ای را منتشر کرده که در آن به شرح مختصر انواع رقص‌ها و معرفی نوازندگان مجموعه پرداخته‌است. در این آلبوم ۱۷ رقص کُردی شامل گه‌ریان، پشت‌پا (جفت‌پا)، کرماشانی، فتا (ح) پاشایی، لَبنان، سقزی، خان‌امیری، سه‌جار، شه‌لان، چه‌پی، مریوانی، شکاکی، موکری، زنگی، شکاکی، اوشاری و سوارانی را شامل می‌شود.
آسو نادری هنرمند رقصنده و پژوهشگر و مدرس رقص‌های کُردی نیز به گردآوری اطلاعات و تحلیل نشانه‌شناختی و اسطوره‌شناختی رقص‌های کُردی پرداخته و نتیجهٔ پژوهش‌های خود را در سال ۱۳۹۹ کتاب «هه‌لپه‌رکی: فرهنگ جامع پایکوبی کُردها» منتشر کرده‌است.

## نگارخانه

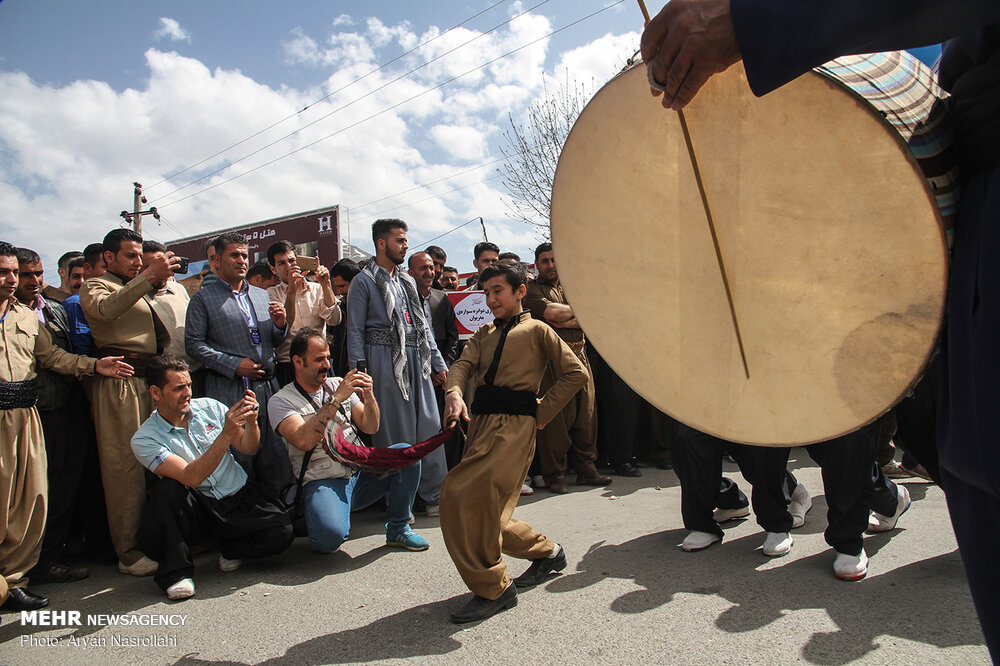
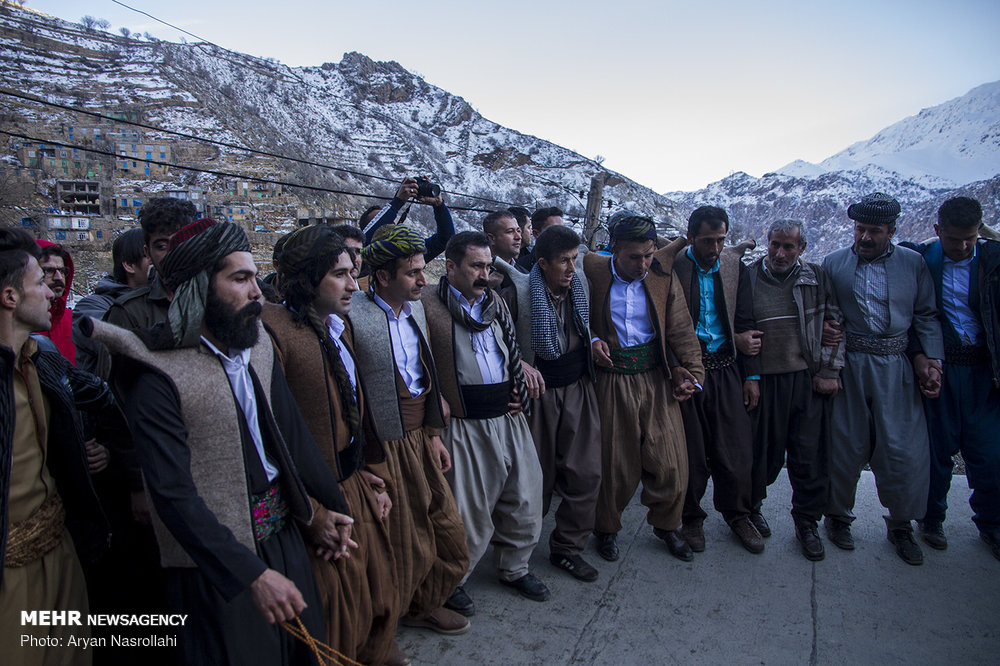
رقص کردی مذهبی در مراسم پیر شالیار در روستای هورامان (اورامان تخت) کردستان
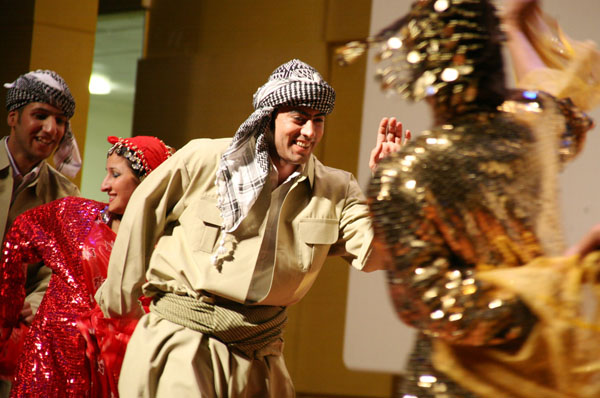
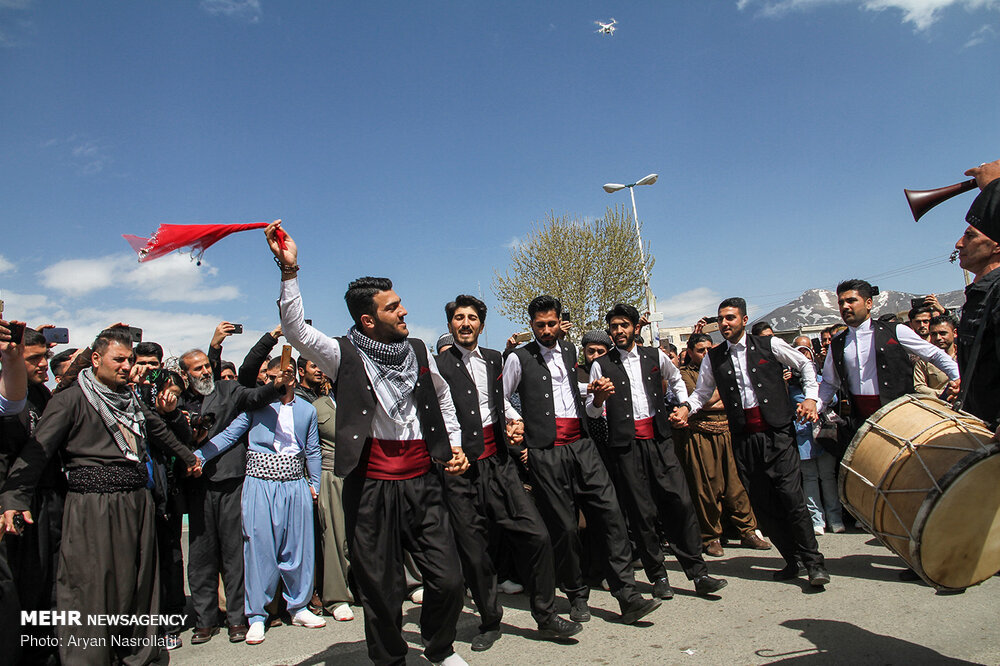
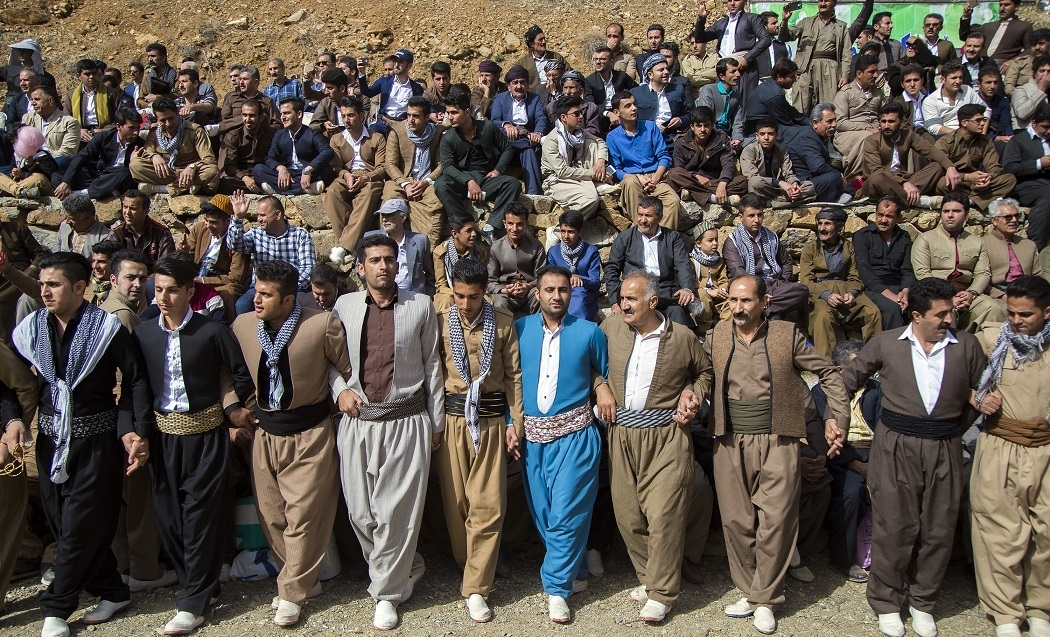